# Nederlandse Vereniging voor Studie van Sexueel Overdraagbare Aandoeningen
De Nederlandse Vereniging voor Studie van Sexueel Overdraagbare Aandoeningen (NVSSOA) is een voormalige Nederlandse multidisciplinaire wetenschappelijke vereniging die in 1979 was opgericht door dermatologen en artsen. De vereniging kende een persoonlijk lidmaatschap. De vereniging werd in 2001 bij gebrek aan belangstelling opgeheven, mede door het bestaan van andere organisaties op dit gebied. Na liquidatie trad het Aids Fonds op als vereffenaar. De archieven werden bij de Stichting soa-bestrijding ondergebracht.

## Doelstellingen
Het doel van de vereniging was het onderzoek naar seksueel overdraagbare aandoeningen (in brede zin) te stimuleren en te propageren. Voorts beoogde de NVSSOA een forum voor een wetenschappelijke discussie over onderzoek naar soa te verstrekken. De NVSSOA trachtte haar doelstellingen onder andere te bereiken door:
- het organiseren van wetenschappelijke vergaderingen en congressen,
- het onderhouden van contact met (inter)nationale verenigingen, die op hetzelfde terrein activiteiten ontplooien, alsmede met verenigingen (NVDV, NVOG, NHG) op aanverwante gebieden,
- de publicatie van verslagen van wetenschappelijke vergaderingen of congressen in het SOA bulletin of het Nederlands Tijdschrift voor Geneeskunde, en
- optioneel de publicatie van redactioneel bewerkte voordrachten van wetenschappelijke vergaderingen in het SOA bulletin.

## Activiteiten
De activiteiten van de vereniging bestonden vooral uit het organiseren van en deelnemen aan wetenschappelijke symposia over seksueel overdraagbare aandoeningen. De leden kregen het Literatuurbulletin Aids & SOA gratis toegestuurd en konden zich, met 50% korting, op Sexually Transmitted Infections (het voormalige Genitourinary Medicine) abonneren. De vereniging, gevestigd te Rotterdam, was ook nauw betrokken bij de activiteiten van de Stichting soa-bestrijding doordat leden als adviseur of als redactielid van het SOA bulletin bij de stichting betrokken waren.

## Verenigingsarchief
Het archief van de Nederlandse Vereniging voor Studie van Sexueel Overdraagbare Aandoeningen (1979-2001) is na liquidatie ondergebracht in het archief van de Stichting soa-bestrijding (1973-2003) en is thans onderdeel van het archief van de Stichting Aids Fonds – Soa Aids Nederland (2004-heden) en bevindt zich in het Nationaal Archief in Den Haag (2.19.225).